# Dzień Państwowości Litwy
Dzień Państwowości Litwy znany także jako Dzień Koronacji Króla Litwy Mendoga – litewskie święto narodowe obchodzone 6 lipca, dzień ustawowo wolny od pracy. Święto upamiętnia koronację jedynego króla Litwy Mendoga. 
Święto upamiętnia koronację króla Litwy Mendoga, współtwórcy podwalin państwa litewskiego. W 1990 roku Sejm Restytytucyjny ustanowił 6 lipca świętem państwowym i dniem wolnym od pracy. Na dzień obchodów wybrano 6 stycznia, ponieważ datę tę jako prawdopodobny dzień koronacji Mendoga wskazał litewski historyk Edvardas Gudavičius. Ustawami z 1997 i 2002 roku potwierdzono statut święta. 
Tego dnia na Litwie odbywają się różne obchody okolicznościowe. Ich kulminacją jest wspólne odśpiewanie hymnu Litwy.